# Ashley Long
Ashley Long (n. 8 iunie 1979, Londra) este o actriță porno britanică. Ea a început cariera de fotomodel la magazine pentru bărbați, unde erau prezentate femei tinere în poziții erotice. Ulterior a început să apară în filme pornografice. Pentru rolul jucat în filmul Compulsion regizat de  Axel Braun, ea va fi în anul 2003 premiată.

## Premii
- 2003: XRCO Award „Best Actress (Single Performance)“ in „Compulsion“
- 2004: AVN Award „Best Couples Sex Scene - Film“ in „Compulsion“ (alături de Kurt Lockwood)
- 2004: AVN Award „Best Group Sex Scene - Video“ in „Back 2 Evil“ (alături de Julie Night, Nacho Vidal & Manuel Ferrara)